# Alfred Friedrich (Pilot)

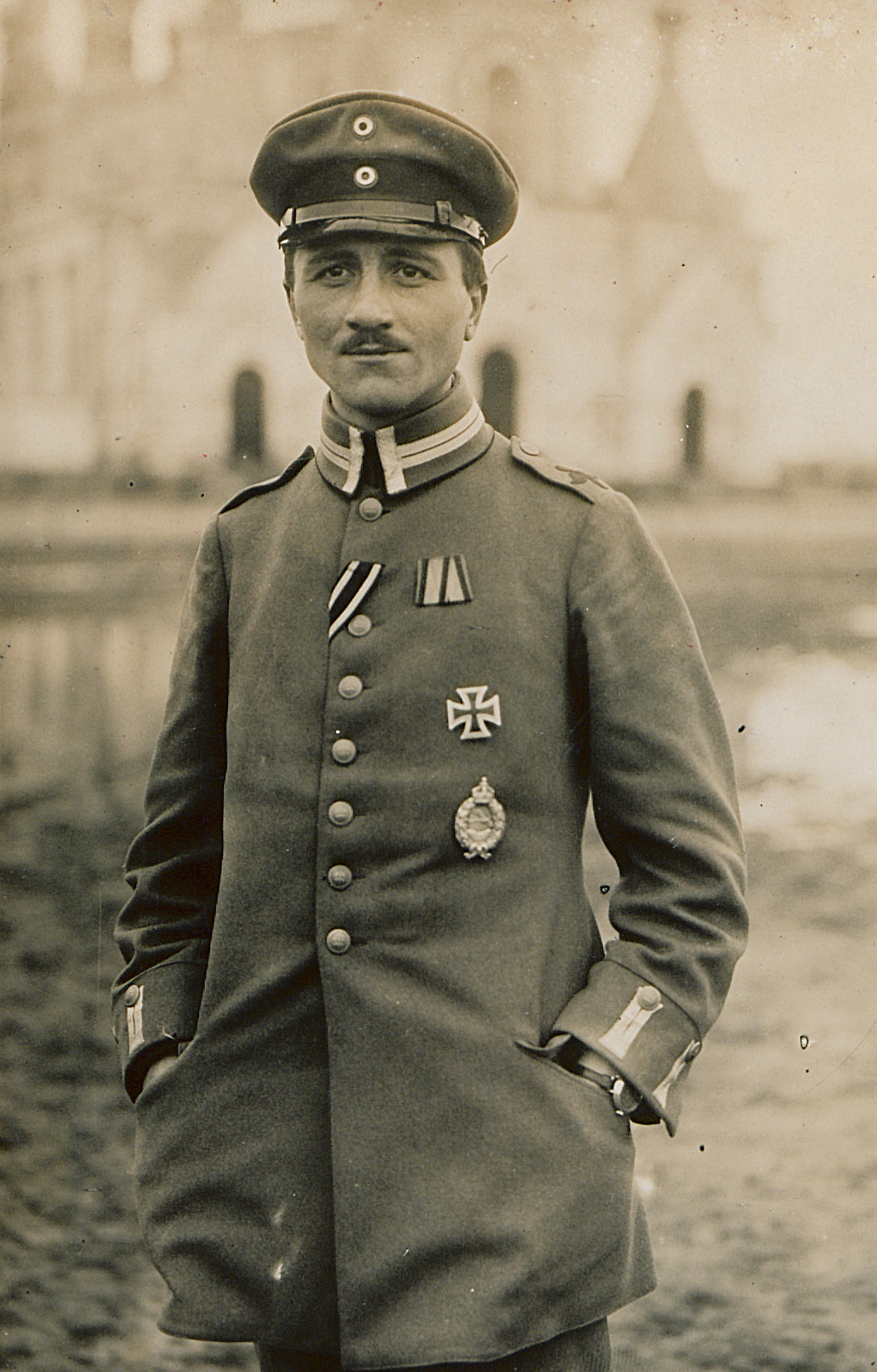
Alfred Friedrich (1917)

Alfred Friedrich (* 18. März 1891 in Schöneberg; † 13. Oktober 1968 in Bad Kissingen) war Flugpionier und Besitzer des Flugzeugreparaturwerkes in Strausberg östlich von Berlin.

## Leben
Sein Fluglehrer war Gustav Witte. Am 11. Januar 1912 erhielt er seine Fluglizenz (Pilotenschein Nr. 149). Dezember 1912 stellte er in einer Rumpler-Taube einen Dauerflugrekord von fünf Stunden und zehn Minuten auf.
Nachdem im August 1913 Pjotr Nesterow einen Looping vorführte, erfand Friedrich im September den Korkenzieher, ein kontrolliertes Trudeln.
Am 5. September 1913 startete er als Chefeinflieger der in Johannisthal ansässigen Sportflieger G.m.b.H. mit einer Etrich Taube zum ersten Auslandsflug eines Deutschen von Berlin über Paris nach London. Der Rückflug nach Berlin erfolgte über Calais und Antwerpen. Hermann Elias flog bis Paris als Fluggast mit; dann übernahm für die folgende Strecke der Konstrukteur der Taube, Igo Etrich, seinen Platz. Im Monat davor hatte Friedrich, ebenfalls mit einer Etrich Taube, den Ostpreußischen Rundflug gewonnen.
Ab 1. April 1914 war er Chefpilot bei den Rumpler-Flugzeugwerken in Berlin-Johannisthal (?) Im Juni erregte er Aufsehen mit seinen Flügen Berlin-Sofia, wo er deutsches Flugmaterial vorführen wollte, und Sofia-Bukarest, was den ersten Überflug des Balkangebirges mit einem Passagier darstellte.
Als Ende Juli der Erste Weltkrieg ausbrach gab es noch keine Luftwaffe und er trat zunächst als Vertragsangestellter in die kaiserlichen Luftstreitkräfte ein; erst später erhielt er einen militärischen Dienstgrad. Anfangs flog er in der Feldfliegerabteilung 14 und kam im September 1914 bei der Tannenberg-Schlacht in Ostpreußen als Aufklärungsflieger zum Einsatz. Für seine Frontflüge erhielt er beide Eisernen Kreuze und wurde zum Leutnant der Reserve befördert.
Am 1. August 1915 wurde er Leiter der Fliegerschule Döberitz, wo u. a. die Jagdflieger Oswald Boelcke und Manfred von Richthofen durch seine Schule gingen.
Am 1. Januar 1916 wurde er beurlaubt, um Piloten der bulgarischen Armee auszubilden. Von Sommer 1916 bis zum Kriegsende war er bei den Berliner Albatros-Werken Werkspilot und Einflieger.
Nach dem Krieg gründete er einen Ingenieurbetrieb. Sein Interesse galt vornehmlich dem Leichtflugzeugbau, der vor allem dank der Entwicklung von Sport- und Schulflugzeugen einen Aufschwung erfuhr. Dazu trugen insbesondere Hanns Klemm und der Engländer Geoffrey de Havilland mit seiner D.H.60 Moth bei. Diese machte Friedrich in Deutschland mit seinen Vorführungsflügen populär und war ab 1926 Leiter der deutschen Niederlassung der de Havilland Aircraft Company in Berlin-Tempelhof. Zu Carl Clemens Bücker in Rangsdorf stand er in engem Kontakt.
Im September 1927 wurde der Verein Alte Adler gegründet, dessen Geschäftsführung er mit Walter Mackenthun bis zu Beginn des Zweiten Weltkriegs wahrnahm.
1934, nach der Machtergreifung durch Hitler, gründete er in Strausberg sein Flugzeugreparaturwerk für Leichtflugzeuge, vornehmlich für Heinkel und Klemm. Im Berliner Raum war ein großer Instandsetzungsbedarf für Schul- und Sportflugzeuge entstanden. Kaufmännischer Leiter wurde sein Bruder Hermann, technischer Leiter Hr. Spindler. Am Ende der Hegermühlenstraße erwarb er für das Reparaturwerk das stillgelegte Elektrizitäts- und Wasserwerk. Für den Werksflugplatz erwarb er einen 500 m langen Acker im Norden Strausbergs, wo er die Endmontagehalle aufbaute. Die Havarie-Flugzeuge kamen per Strausberger Eisenbahn an, wurden unter Aufsicht des Reichsluftfahrtministeriums zerlegt, wieder zusammengesetzt, Rumpf und Tragflächen getrennt per LKW zur Endmontagehalle gefahren und eingeflogen. April 1941 engagierte er Beate Uhse als Einfliegerin, die hier in den nächsten drei Jahren 700 Flüge absolvierte.
Das Reichsluftfahrtministerium versuchte vergeblich, ihn für eine Position in der 1933/34 noch geheim gehaltenen Luftwaffe zu gewinnen.
Ursprünglich setzten sie mit 250 Mitarbeitern monatlich rund 30 Maschinen instand. In den ersten Kriegsjahren, mit rund 80 Zwangsverpflichteten und Kriegsgefangenen stieg die Zahl auf 45.
Das Jagdgeschwader 400, das ab Sommer 1944 mit Me 163 ausgerüstet war, verursachte bei den Landungen häufig Bruch. Infolge fehlender und ungenauer Ersatzteile wurde das Geschwader mit dem Zusammenbruch der Versorgung aufgelöst. Im Februar 1945 wurden in Strausberg nur noch Maschinen vom Typ Bücker Bestmann instand gesetzt. Als die Rote Armee zur Oder vorgedrungen war, erhielt Friedrich den Befehl, die Belegschaft nach Ruppertsgrün zur Gustav Besser KG zu verlegen.
1946/47 wurde seine Endmontagehalle demontiert.
1951 bis 1960 ließ er zusammen mit Ernst Canter die Alten Adler wieder aufleben
Seine Ehefrau war die deutsche Bildhauerin Lore Friedrich-Gronau (1905–2002).